# Cuantificación del flujo magnético
| Símbolo | Valores del CODATA (2010) | Unidad |
| ------- | ------------------------- | ------ |
| Φ0      | 2,067833758(46)x 10-15    | Wb     |
| KJ      | 483.597,870(11) x 109     | Hz/V   |

La cuantificación del flujo magnético es una propiedad característica de los materiales superconductores e implica que dado un anillo superconductor el flujo del campo  magnético puede asumir valores enteros de una cantidad elemental, a esta cantidad se la denomina cuanto de flujo magnético,  Φ0, y su valor viene dado por 
Φ0 = h/(2e) ≈ 2,067833758(46) x 10-15 Wb
El cuanto de flujo magnético es una constante física combinación de dos constantes físicas fundamentales; la constante de Planck h y la carga del eléctrón e y su valor es, por lo tanto, el mismo para cualquier superconductor.
El fenómeno de cuantificación del flujo magnético fue descubierto experimentalmente por B. S. Deaver y W. M. Fairbank y, de forma independiente, por R. Doll y M. Näbauer, en 1961. La cuantificación del flujo magnético esta estrechamente relacionada con el efecto Little–Parks, pero fue predicha anteriormente por Fritz London en 1948 usando un modelo fenomenológico.
Al inverso del cuanto de flujo magnético, 1/Φ0, se le denomina Constante de Josephson, y es denotada por KJ. Es la constante de proporcionalidad del Efecto Josephson, relacionando la diferencia de potencial a través de una unión de Josephson con la frecuencia de la irradiación. El Efecto Josephson es ampliamente utilizado para proporcionar un estándar para mediciones de alta precisión de diferencia de potencial.